# Paul Vincent

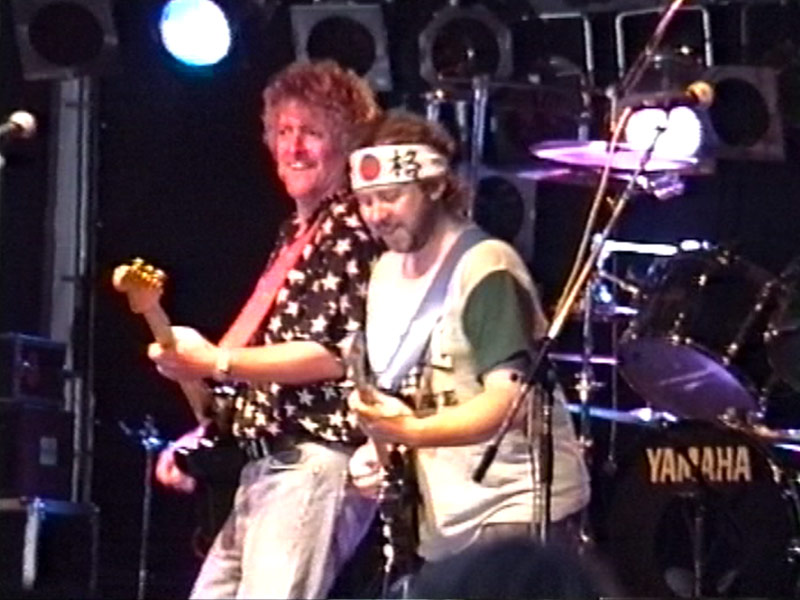
Paul Vincent (rechts) mit Wolle Kriwanek (links) bei einem Auftritt der Wolle Kriwanek Band in Eppingen 1992

Paul Vincent Gunia (* 1. Dezember 1950 in Bergheim/Erft; † 25. Oktober 2016 in Augsburg) war ein deutscher Musiker, Komponist und Arrangeur.

## Leben
Vincent Gunia, der sich als Musiker überwiegend Paul Vincent nannte, spielte während seiner Schulzeit bis Ende der 1960er Jahre u. a. in den Beatbands Park Lane und Missus Beastly. Nach dem Verlassen des Gymnasiums zog er nach München, mit dem Ziel, sich in der dortigen Musikerszene einen Namen zu machen. Über seinen Musikerfreund Keith Forsey lernte Vincent Olaf Kübler, Jazz-Saxophonist und Manager der Band Amon Düül II, kennen. Im Jahr 1970 produzierte er zusammen mit Forsey in der Formation Hallelujah das Album Hallelujah Babe, das im Londoner Tangerine Studio aufgenommen wurde. Parallel hierzu arbeitete er in München mit dem Produzenten und Musiker Klaus Doldinger zusammen und war Gitarrist in dessen Jazzrockband Motherhood.
Durch seine Zusammenarbeit mit Doldinger und Kübler wurde Paul Vincent zwischen 1970 und 1985 auch als Studiomusiker für zahlreiche Rock-, Pop- und Schlagerproduktionen gebucht; so spielte er u. a. für Künstler wie Peter Maffay, Peter Alexander, Michael Holm, Rex Gildo, Gitte, Joy Fleming, Roberto Blanco, Ulla Meinecke, Stefan Waggershausen, Mireille Mathieu, Katja Ebstein, Edo Zanki, Niagara und Nicole.
Da seinerzeit auch viele internationale Künstler in Münchener Studios aufnahmen, spielte Paul Vincent auch als Gastmusiker u. a. für Freddie Mercury, Sting, Eric Burdon, Meat Loaf und Gianna Nannini.
Ab 1975 war er jahrzehntelanger Partner des schwäbischen Sängers Wolle Kriwanek. Gunia komponierte, arrangierte und produzierte nahezu alle Lieder des Schwaben. Seit Ende der 1970er Jahre traten beide zusammen als Wolle Kriwanek & Schulz Bros. bzw. später als Wolle Kriwanek Band auf. Nach dem Tod Kriwaneks im Jahr 2003 war Gunia Bandleader der Nachfolgeband Vincent Rocks.
Zwischen 1976 und 1980 war er u. a. Gitarrist, Co-Produzent, Komponist und Arrangeur für Udo Lindenberg und Mitglied dessen Panikorchesters.
Seit 1979 komponierte und produzierte Gunia Musik für deutsche Fernsehserien und -filme. So schrieb er beispielsweise die dramaturgische Musik einiger Tatort-Folgen, nahezu alle Musiken der Fernsehserie Doppelter Einsatz, die Titelmelodien und die Soundtracks für Auf Achse, Mission Eureka und Ein Haus in der Toscana sowie die dramaturgische Musik aller bisherigen Staffeln von In aller Freundschaft (ARD/MDR). Gunia komponierte auch für überwiegend deutsche Kinofilmproduktionen, darunter African Timber, Der Schneemann und Die Sturzflieger.
Daneben veröffentlichte er 1993 Das Rock Guitar Buch und publizierte von 1987 bis 2005 regelmäßig als Kolumnist in der Musikfachzeitschrift Soundcheck.
Nach mehrmaligen Nominierungen in den Vorjahren erhielt Gunia im Jahre 2001 gemeinsam mit Tito Larriva, Sema Mutlu und Derya Mutlu den Deutschen Fernsehpreis in der Kategorie Beste Filmmusik für die Musik zum TV-Movie Der Schrei des Schmetterlings (ZDF/arte).
Sein Label Luxus Musik vermarktet Gunias eigene Tonträger, aber auch die anderer Künstler wie die Wolle Kriwanek Band oder das Gitarren-Duo Morscheck & Burgmann.

## Privates
Paul Vincent war mit der Musikerin und Autorin Mono Gunia verheiratet, die unter dem Namen Jemima 1970 mit der Band Drosselbart ein Album eingespielt hatte. Aus der Ehe gingen zwei Söhne hervor. Paul Vincent Gunia starb am 25. Oktober 2016 im Alter von 65 Jahren an den Folgen eines schweren Herzinfarkts.
Der Filmkomponist und Pianist Oliver Gunia ist sein Sohn.

## Diskografie (Auswahl)
Solo:
- 1973: Makin' Our Own Sweet Music (Ariola 86672 IT)
- 1974: Vincents fliegender Rock 'N' Roll Zirkus (Ariola 88752 IT)
- 1982: Sternreiter (Philips 6435152) u. a. m.: David Hanselmann, Wolle Kriwanek
- 2010: Herzlichen Glückwunsch
- 2011: My Beatles Songbook
- 2012: Electric Hippie Music
- 2015: L.O.V.E.

Als Gitarrist:
- 1984: Meat Loaf – Bad Attitude
- 1985: Freddie Mercury – Mr. Bad Guy
- 1981: Frank Duval – Angel of Mine
- 2000: Rockin Bach (mit Frank Diez, Colin Hodgkinson, Ken Taylor u. a.)

## Film- und Fernsehmusik (Auswahl)
- 1982: Rendezvous in Paris
- 1983: Trauma
- 1983: Der Sprinter
- 1984: Der Schneemann
- 1985: Gambit
- 1988: Tatort – Tödlicher Treff
- 1980, 1986: Auf Achse (Fernsehserie, 2 Folgen)
- 1989: African Timber
- 1990: Polizeiruf 110/Tatort – Unter Brüdern
- 1990–1994: Ein Haus in der Toscana
- 1991: Polizeiruf 110 – Todesfall im Park
- 1994–2006: Doppelter Einsatz (Fernsehserie, 64 Folgen)
- 1998: Die Männer vom K3 (Fernsehserie, 1 Folge)
- 1998–2001: Alle meine Töchter (Fernsehserie, 25 Folgen)
- 1998–2016: In aller Freundschaft (Fernsehserie, 699 Folgen)
- 1998: Tatort – Fürstenschüler
- 1999: Der Schrei des Schmetterlings
- 1999–2000: Medicopter 117 – Jedes Leben zählt (Fernsehserie, 3 Folgen)
- 2002: Tatort – Der dunkle Fleck
- 2002–2003: Die Rosenheim-Cops (Fernsehserie, 27 Folgen)
- 2003: Ein starkes Team – Kollege Mörder
- 2004: Tatort – Verraten und verkauft
- 2004: Die Kinder meiner Braut
- 2005: Ein starkes Team – Lebende Ziele
- 2005: Die Luftbrücke – Nur der Himmel war frei
- 2005: Wilsberg – Ausgegraben
- 2006: Wilsberg – Falsches Spiel
- 2008: Polizeiruf 110 – Keiner schreit

## Werke
- Paul Vincent: Das Rock Guitar-Buch. 1. Auflage. Presse Project Verlag, Bergkirchen 1993, ISBN 3-9802124-4-0.